# Kampfgeschwader 50
La Kampfgeschwader 50 (KG 50) (50e escadron de bombardiers) est une unité de bombardiers de la Luftwaffe pendant la Seconde Guerre mondiale. 

## Opérations
Le KG 50 n'a pas été entièrement formé, seul le I./KG 50 a été opérationnel

## Organisation

### I. Gruppe
Formé en juillet 1942 à Brandenburg-Briest (de) à partir d'éléments du 10./KG 40 avec :
- Stab I./KG 50 nouvellement créé
- 1./KG 50 nouvellement créé
- 2./KG 50 nouvellement créé
- 3./KG 50 nouvellement créé

L'unité est équipé de bombardiers Heinkel He 177 et est chargé de l'évaluer sur la base de Brandenburg-Briest et de Vaerlose au Danemark.
Au début de décembre 1942, l'unité est transférée à Zaporozhye dans le sud de la Russie pour les essais d'hiver avec 20 Heinkel He 177A. En raison de l'aggravation de la situation à Stalingrad, l'unité est immédiatement appliquée dans le rôle des transports, bien que seulement sept avions soient utilisables. Lors de la première opération, le Gruppenkommandeur, le Major Kurt Scheede, est perdu, et l'avion est alors jugé totalement inadapté pour le rôle de transport. L'unité a tardé à revenir à des missions de bombardement en prolongation de soutien de l'armée. Le I./KG 50 a effectué 13 missions, et a perdu la plupart de ses avions.
À la fin de janvier 1943, les survivants de l'unité retournent à Brandenburg-Briest, et sont recyclés dans le rôle anti-navires avec l'utilisation de missiles Hs 293. L'unité s'installe à Burg-Magdeburg en fin d'année.
Le 25 octobre 1943, le I./KG 50 est renommé II./KG 40 avec :
- Stab I./KG 50 devient Stab II./KG 40
- 1./KG 50 devient 4./KG 40
- 2./KG 50 devient 5./KG 40
- 3./KG 50 devient 6./KG 40

et est transféré sur Bordeaux-Mérignac. 
Gruppenkommandeure (Commandant de groupe) :
| Début        | Fin             | Grade | Nom                |
| ------------ | --------------- | ----- | ------------------ |
| Juillet 1942 | 16 janvier 1943 | Major | Kurt Scheede       |
| Janvier 1943 | Octobre 1943    | Major | Heinrich Schlosser |

### 4.(Erg.)/KG 50
Formé le 10 juillet 1942 à Brandenburg-Briest à partir du 15./KG 40.
Le 17 septembre 1943, il devient le 17./KG 40.
Le Staffel reste basé à Brandenburg-Briest durant toute son existence.
Staffelkapitäne :
| Début            | Fin               | Grade     | Nom             |
| ---------------- | ----------------- | --------- | --------------- |
| ?                | ?                 | ?         | ?               |
| 10 décembre 1942 | 15 septembre 1943 | Hauptmann | Heinrich Müller |